# Masyaf
Masyaf (en arabe: مصياف) est une ville de 32 262 habitants, en Syrie, dans la province de Hama, à mi-chemin entre Hama et le port de Baniyas. Elle est le chef-lieu du district de Masyaf. La ville et sa forteresse se trouvent sur le flanc est du massif côtier appelé Jabal Ansariya. Vers le Xe siècle, les Nusayrîs (appelés aussi Alaouites) infiltrent la région, qui reste actuellement leur fief.

## Histoire
Le Château de Masyaf a été construit pendant la période de domination byzantine. Sa situation en fait le point de contrôle de la route est-ouest entre Hama et Baniyas et la route nord-sud d’Antioche à Homs (Émese). La forteresse s'élève sur un éperon rocheux qui domine de 20 m la dépression fertile d’al-Ghâb irriguée par l’Oronte.
Raymond de Saint-Gilles, marchant sur Tripoli, la prend en 1103. Rachid ad-Din Sinan et les Nizârites venus d’Alamut se sont installés dans la région où ils ont acheté le château de Qadmus (La Cademois des croisés) puis celui d’Al-Kahf en 1134. À partir de là et jusqu’en 1140, la secte réalise un programme d'acquisition rapide de huit châteaux dont Masyaf. La ville devient ainsi la capitale d’une principauté que les croisés appellent le « Territoires des assassins ».
En 1157, un tremblement de terre frappe la région détruisant la forteresse de Chayzar.
En 1163, Rachid ad-Din Sinan prend la direction de la secte. Il fait de Masyaf sa résidence et reprend pour lui le titre de « vieux de la Montagne ».

Les relations entre Chrétiens, Nizârites et Sunnites se compliquent du fait d'alliances tactiques et de collusions, entremêlées de périodes de paix. En mai 1176, Saladin assiège Masyaf, mais renonce rapidement pour continuer ses campagnes dans le nord de la Syrie, après avoir conclu un accord dont on ne connaît pas le contenu.

Masyaf en 2013.

En 1192, Saladin parvient à convaincre le roi Richard Ier d'Angleterre dit Cœur de Lion de préserver le territoire des assassins. Bien plus, les Chrétiens, les Musulmans Sunnites ou Ismaéliens procèdent à des échanges commerciaux très lucratifs.
En 1193, Saladin meurt en mars et Rachid ad-Din Sinan, en septembre. Les Nizârites perdent ainsi un adversaire mais aussi leur chef le plus marquant.

En 1256, la forteresse d’Alamut se rend sans combat à l'armée mongole d'Houlagou Khan qui déferlait sur l'Iran. Elle est entièrement rasée. C'est la fin des Nizârites en Perse.

Les cascades de Masyaf.

Masyaf est à son tour assiégée et prise par les Mongols en 1260. La même année le mamelouk Baybars prend le pouvoir en Égypte. À la fin de l’année, après la bataille d’Aïn Djalout à laquelle les Nizârites participent à ses côtés, Baybars reprend Masyaf aux Mongols. Les Nizârites récupèrent ainsi quatre forteresses perdues devant les Mongols. Finalement Baybars incorpore Masyaf à l’État mamelouk en 1270. La dernière place forte nizârite est la forteresse voisine d’Al-Kahf qui tombe aux mains de Baybars en 1273. Les Nizârites n’ont plus de place forte, l’influence des Alaouites ou Nusayrîs s’accroît dans la région.
En 1516, Masyaf passe sous l’autorité ottomane (en 1830-1841 d'Égypte). Au XIXe siècle, Nizârites et Alaouites continuent de se disputer la suprématie à Masyaf.
En 1920, pendant le mandat français, la domination des Alaouites est consacrée par la création du « territoire autonome des Alaouites ». En 1922, ce territoire devient l'État Alaouite, puis en 1930 "Territoire ou Gouvernement de Lattaquié".
En 2000, le programme d’aide aux villes historiques (Historic Cities Support Program) (HCSP) de l’Aga Khan a commencé une campagne de préservation de la ville et de la citadelle de Masyaf.

## Le site
Le château lui-même a conservé une grande partie de son enceinte extérieure. Il occupe un éperon rocheux d'une dizaine de mètres de largeur. Il est entouré d'une courtine en assez petit appareil dans laquelle est englobé un donjon rectangulaire, qui domine l'ensemble. La construction offre des éléments hétérogènes réemployés, des colonnes gréco-romaines et byzantines notamment. Ces indices laissent supposer que le site était occupé antérieurement. La partie la mieux conservée est l'entrée surmontée de mâchicoulis et d'un chemin de ronde à meurtrières.

## Culture populaire
En novembre 2007, la citadelle apparaît dans le jeu vidéo Assassin's Creed et dans une suite quatre ans plus tard, Assassin's Creed: Revelations, ce qui la rendra célèbre.

Galerie
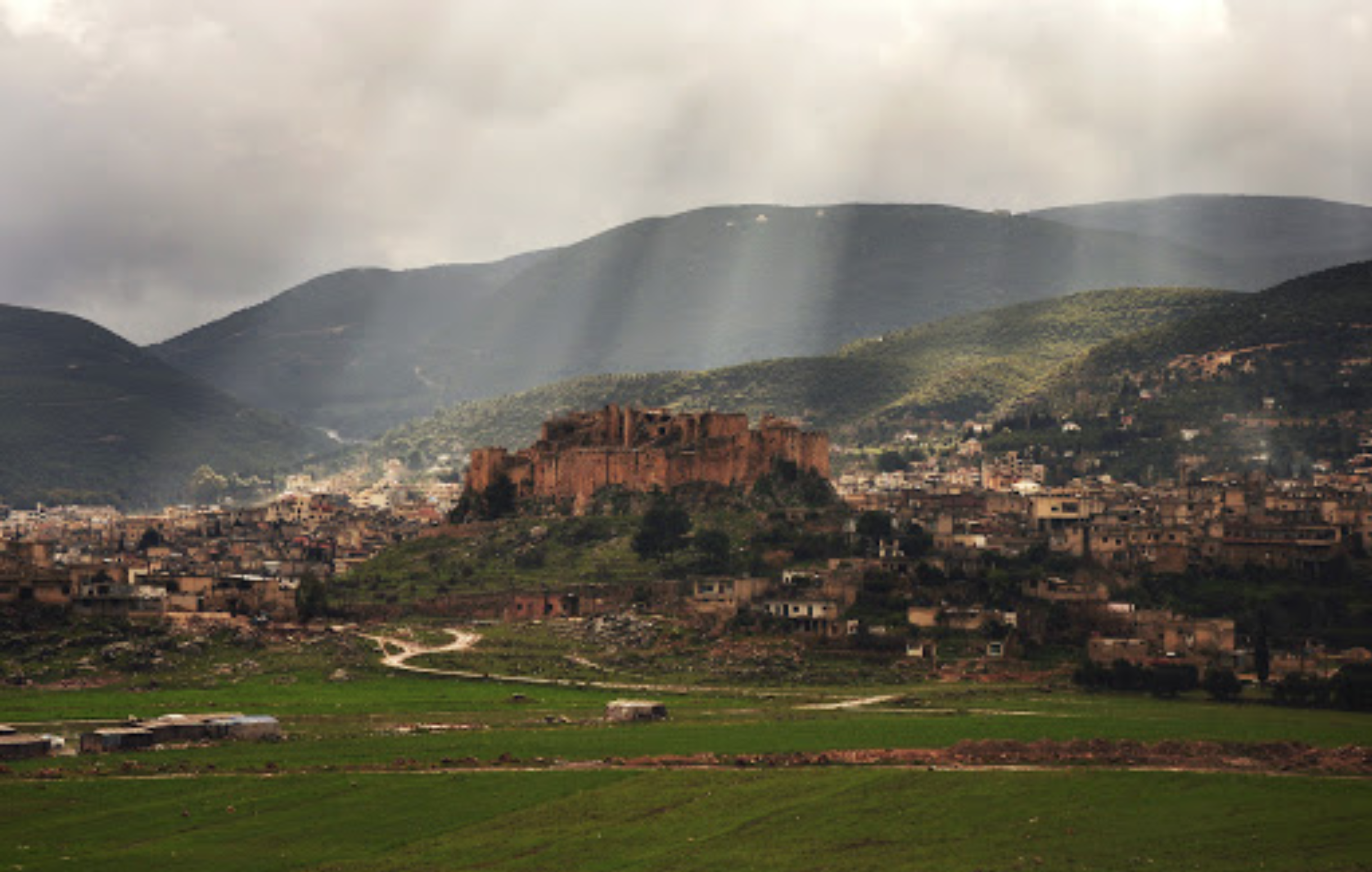
Vue général de Masyaf.
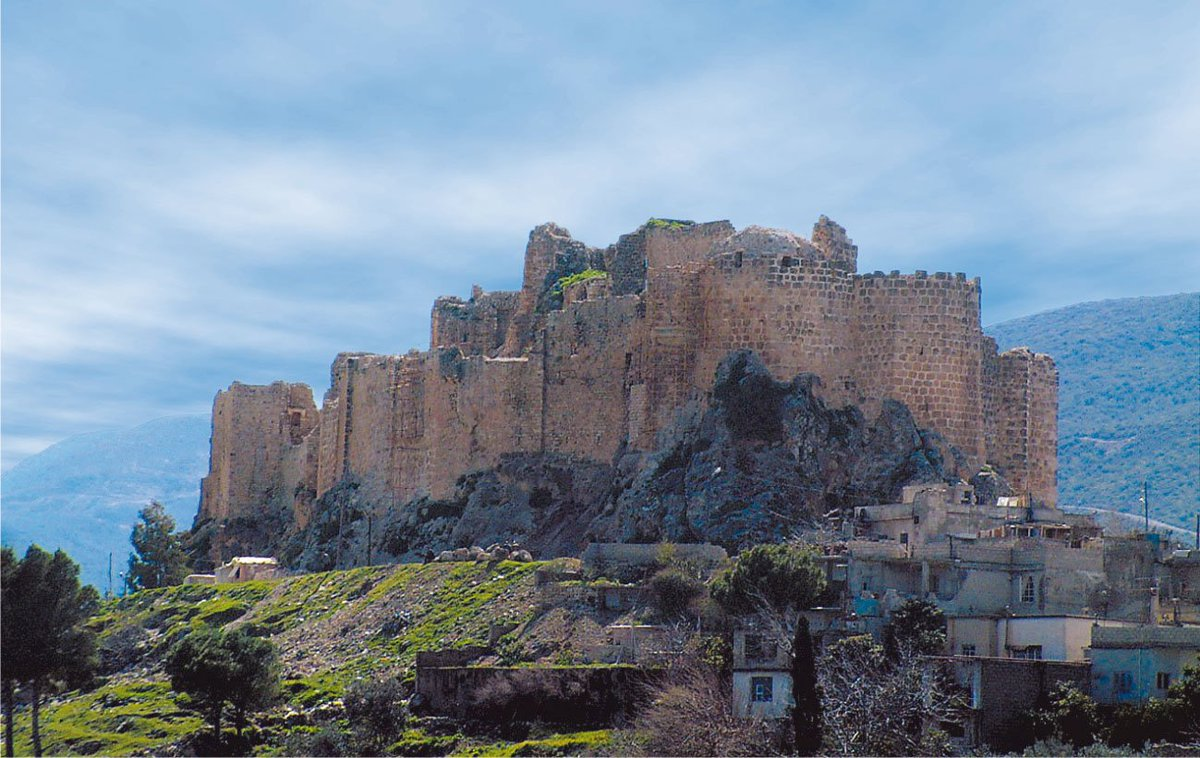
Le château de Masyaf.
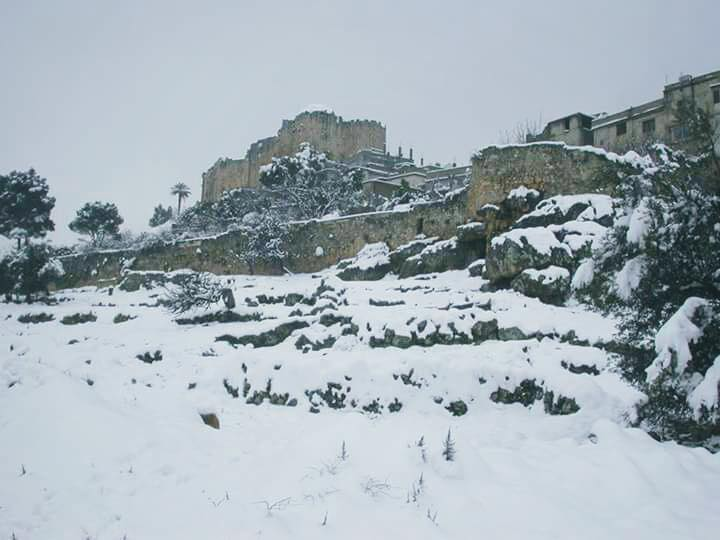
Le château en hiver.
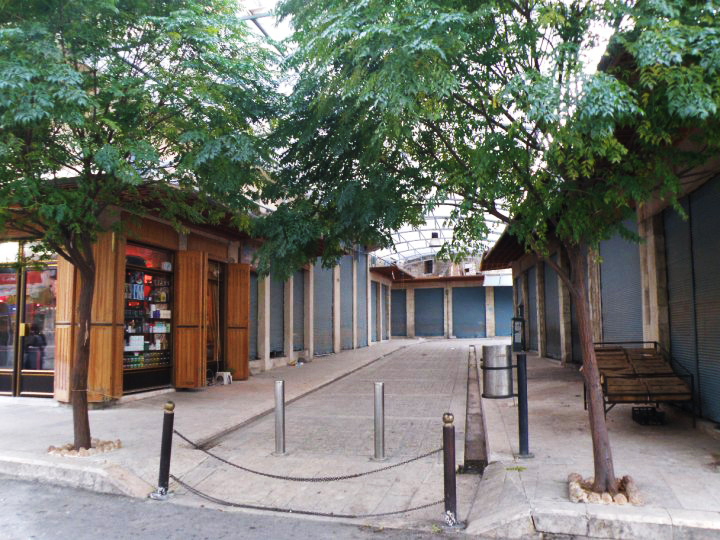
Le souk.
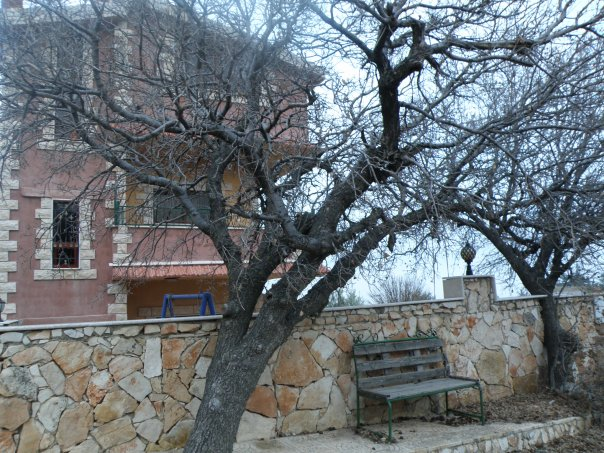
Maison de Masyaf.
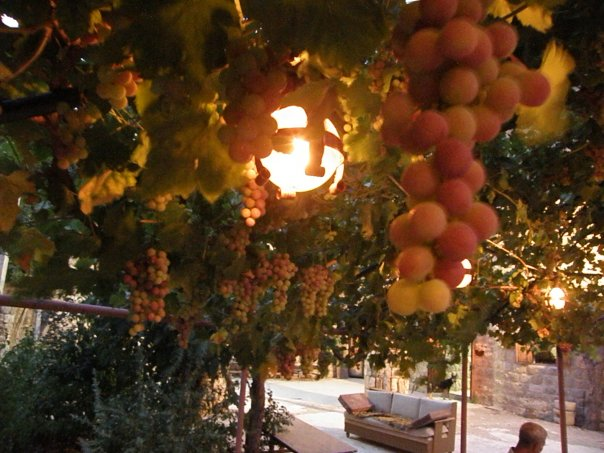
Masyaf est aussi connue pour ses vignes.
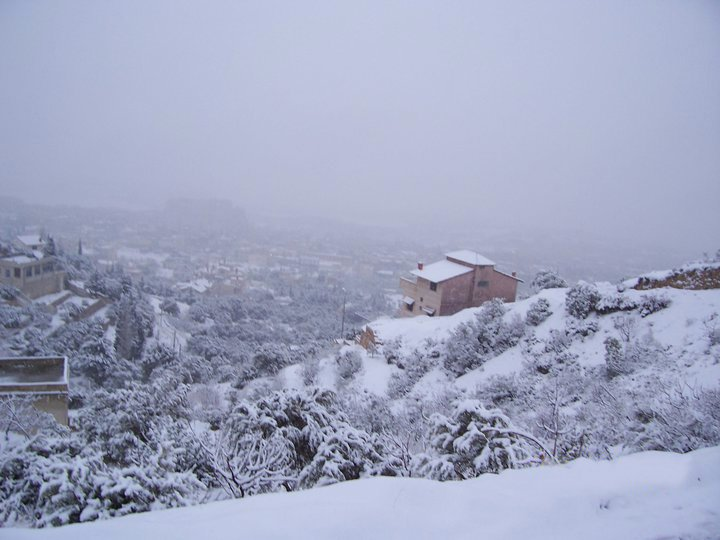
La région de Masyaf sous la neige.
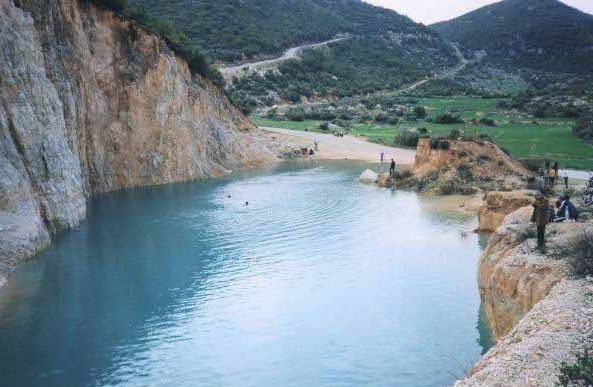
Le lac de Masyaf.
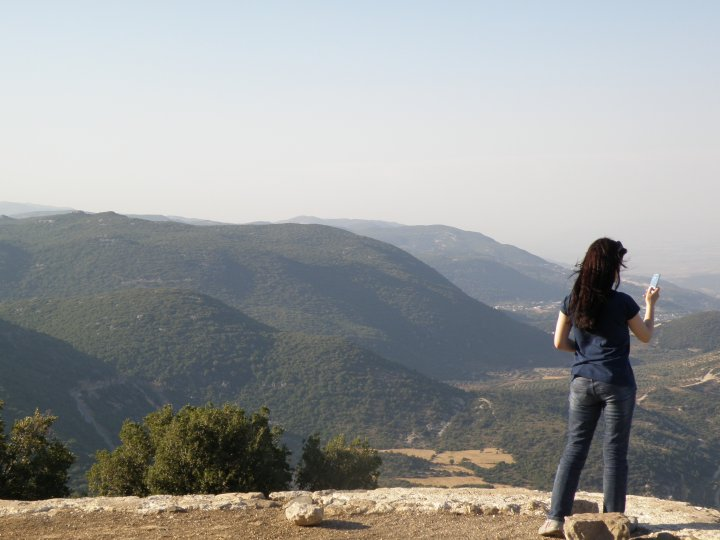
Mont Al-Mashhad al-'ali.
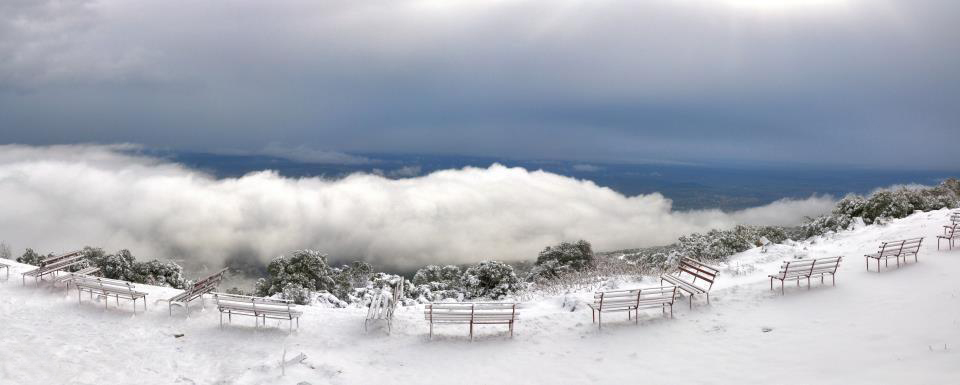
Mont Al-Mashhad al-'ali.